# Roland Borșa
Roland Borșa a fost un voievod al Transilvaniei, care provenea dintr-o veche familie, originară de pe valea Borșei (Județul Cluj), afluentă a Someșului Mic. Ramura bihoreană a familiei s-a format, se pare, în secolul al XII-lea, păstrând însă relațiile cu ramura transilvăneană.

## Prima domnie (1282)
Susținător al politicii de centralizare a regelui Ladislau al IV-lea Cumanul, Roland Borșa a devenit voievod al Transilvaniei în primăvara anului 1282. În iulie-august 1282 a participat la campania regală împotriva neamului Aba. În august 1282 a avut un rol decisiv în obținerea victoriei de la lacul Hod, împotriva cumanilor răsculați. În pofida acestor succese, politica de concesii a regelui Ladislau față de aristocrație l-a obligat pe Roland Borșa să renunțe la funcția voievodală în favoarea lui Apor Pec.

## A doua domnie (1284–1285)
Revenit în fruntea voievodatului în 1284, Roland Borșa a înfruntat invazia tătară din iarna anului 1285, căreia transilvănenii i-au făcut față în mod onorabil. Pentru a putea guverna provincia intracarpatică, Roland Borșa a numit un vicevoievod din ramura transilvăneană a familiei sale, Ladislau Borșa de Sânmărtin.
Campania împotriva tătarilor este amintită și de cronicile moldovenești, care confirmă participarea românilor vechi (ortodocși) alături de românii catolici (Legenda cu Roman și Vlahata).
În 1285, zdrobind tătarii, Roland Borșa și regele Ladislau al IV-lea Cumanul trec Carpații și ocupă un ținut de margine numit Moldova (ținut până la râul Moldova, condus de Dragoș).

## Organizarea voievodatului  și ultima domnie (1288–1294)
În timpul său s-a afirmat în Transilvania regimul congregațional, sistem de guvernare impus de nobilimea stăpânitoare de pământuri. Cea dintâi congregație a nobililor ardeleni s-a desfășurat în 1288, în „satul cruciaților” (villa cruciferorum) de lângă Turda. Lipsit de posesiuni în Transilvania, Roland Borșa nu a reușit să își impună autoritatea asupra congregației nobiliare și să aibă un rol important în guvernarea provinciei.
Intrat în conflict cu regele Ladislau al IV-lea Cumanul, Roland Borșa a fost demis temporar din funcția de voievod în 1285, dar a revenit la putere în 1288. Drept răzbunare, împreună cu frații săi, el a organizat asasinarea regelui la Cheresig (1290). Ambițiile sale oligarhice l-au adus însă în conflict și cu ultimul rege din stirpea lui Arpád, Andrei al III-lea al Ungariei. Învins de trupele regale în războiul civil din 1294, Roland Borșa a fost demis din funcția de voievod al Transilvaniei, fără ca întinsele proprietăți să-i fie însă confiscate. A încetat din viață în 1301.